# كريكيوي
كريكيوي (بالفرنسية: Créquy)‏ هي بلدية تقع في إقليم باد كاليه من منطقة نور با دو كاليه في شمال فرنسا. تبلغ مساحة هذه المدينة 20.4 (كم²)، وترتفع عن سطح البحر 145 م، يبلغ عدد سكانها 561 نسمة حسب إحصاء المعهد الوطني للإحصاء والدراسات الاقتصادية سنة 2009 م. وترأس Germain Dolle البلدية خلال فترة (2008-2014).